# (3378) Susanvictoria
(3378) Susanvictoria ist ein Asteroid des Hauptgürtels, der am 25. November 1922 vom belgischen Astronomen George Van Biesbroeck am Yerkes-Observatorium in Williams Bay, Wisconsin entdeckt wurde. 
Vermutlich ist der Name von einer Person namens Susan Victoria abgeleitet. Näheres ist jedoch nicht bekannt.